# Газопровод Джубга — Лазаревское — Сочи
Газопровод «Джубга — Лазаревское — Сочи» — система газопроводов призванных обеспечить надёжное энергоснабжение Сочи.

## Маршрут
Газопровод берёт начало около посёлка Джубга. Там же газопровод уходит в акваторию Чёрного моря. Трасса газопровода проходит по дну Чёрного моря вдоль прибрежной полосы (на расстоянии примерно в 4,5 км от берега, на глубинах до 80 метров) до газораспределительной станции «Кудепста» вблизи Сочи. Имеет выходы на сушу в районе посёлка Новомихайловское, Туапсе и посёлка Кудепста (около Сочи). Протяжённость газопровода «Джубга — Лазаревское — Сочи» составляет 171,6 км, включая морской участок — 159,5 км.

## Строительство
Строительство газопровода «Джубга — Лазаревское — Сочи» началось в сентябре 2009 года.
30 марта 2010 года в акватории Чёрного моря в районе Туапсе началось строительство морского участка газопровода. Газопровод введён в действие (сухопутный и морской участки) 6 июня 2011 года.
Стоимость строительства газопровода «Джубга — Лазаревское — Сочи» составила 31,5 млрд руб,

### Этапы строительства
- Сентябрь 2009 года — начало строительства газопровода «Джубга — Лазаревское — Сочи», сварка первого стыка газопровода.
- Декабрь 2010 года — началось строительство линейных участков сухопутной части газопровода.
- Март 2010 года — начато строительство морской части газопровода.
- Апрель 2010 года — проложено 30 км морского участка газопровода.
- Май 2010 года — началось строительство газораспределительных станций «Джубга- 1», «Джубга-2», «Новомихайловская».
- Июнь 2010 года — завершены работы по укладке морской 159,5-километровой части газопровода.
- Октябрь 2010 года — пройдены общественные слушания по автоматической газораспределительной станции г. Сочи «Адлер».
- Ноябрь 2010 года — завершены основные строительно-монтажные работы на АГРС «Джубга-1», «Джубга-2», «Новомихайловская».
- Декабрь 2010 года — Март 2011 года — продолжаются работы на трассе газопровода методом наклонно-направленного бурения.
- Апрель 2011 года — завершено сооружение последнего «перехода» методом наклонно-направленного бурения.
- 06 июня 2011 — Газопровод «Джубга — Лазаревское — Сочи» введен в эксплуатацию.

## Технические характеристики
Диаметр газопровода — 530 мм, толщина стенок: 15 мм для подводной части газопровода, 11,3 мм — для наземной. Материал — сталь класса особой прочности. Ежегодная производительность — около 3,78 млрд кубометров. Расчётный срок эксплуатации газопровода «Джубга — Лазаревское — Сочи» 50 лет.

## Реализация проекта строительства
В настоящее время Газопровод «Джубга — Лазаревское — Сочи» введен в эксплуатацию. Кроме того, на период с июня по август 2011 года запланировано проведение реконструкции участка отвода от магистрального газопровода «Майкоп — Самурская — Сочи».

## Интересно
- В торжественных мероприятиях, посвящённые этому событию приняли участие Председатель Правительства Российской Федерации Владимир Путин, Председатель Правления ОАО «Газпром» Алексей Миллер, представители строительных и подрядных организаций, представители общественности[1].

- В ходе строительства длина газопровода уменьшилась примерно на 6 км (с 177 км[2] до 171,6 км). При этом сроки запуска газопровода увеличились с первоначально заявленного II квартала 2010 года[3] до начала III 2011 года, а стоимость строительства увеличилась с первоначально запланированных 25 млрд руб.[4] до 31,5 млрд руб.[5] в действительности.